# Oberwart
Oberwart (maďarsky: Felsőőr, chorvatsky: Borta) je město ve spolkové zemi Burgenland v Rakousku. Je okresním městem stejnojmenného okresu. Město je známé svými trhy a školami. Žije zde přibližně 7 600 obyvatel.

## Poloha
Město leží v nadmořské výšce zhruba 305–325 m a nachází se v jižním Burgenlandu. Protéká jím říčka Pinka, která je přítokem řeky Raab. Rozloha obce je 36,47 km².

## Složení obce
Město se skládá ze dvou částí (v závorkách uveden počet obyvatel v říjnu 2011):
- Oberwart (6852)
- Sankt Martin in der Wart (283)

V lednu 2014 zde žilo ve městě celkem 7241 obyvatelů. Z tohoto počtu bylo 73 % německy mluvících Rakušanů, 17,5 % byli burgenlandští Maďaři, 3,5 % burgenlandští Chorvaté, zbytek jiné národnosti včetně Romů. Podle náboženského vyznání zde žilo zhruba 59 % katolíků a 33 % protestantů.

## Historie

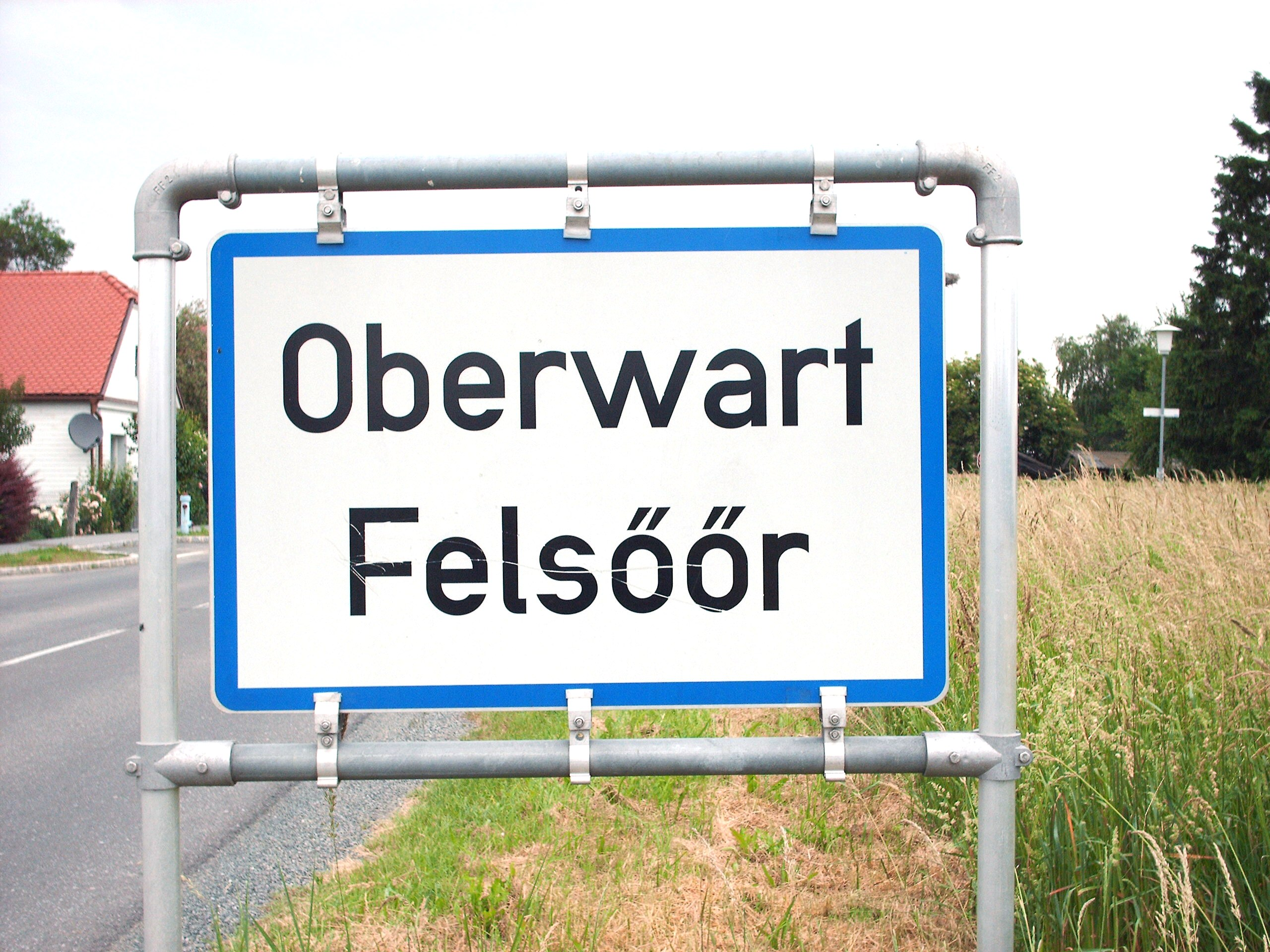
Oberwart

Již v roce 1327 byl Oberwart poprvé zmiňován jako osada maďarské pohraniční stráže. Od roku 1898 bylo Maďarským královstvím povoleno používat pouze maďarský název Felsőőr. Město bylo, stejně jako celý Burgenland, až do roku 1920 součástí Maďarského království.
Po skončení první světové války, na základě smluv ze St. Germain a Trianonu, se město stalo od roku 1920 součástí Rakouska.

## Doprava

### Silniční
Ve městě se křižují zemské silnice B63 a B50, a z nich odbočují vedlejší silnice L 240, L360, L 382. Dálnice A2 je vzdálena od města zhruba 11 km směrem na západ a přijede se na ni po silnici B50.

### Železniční
Město bylo koncovou stanicí na železniční trati Pinkatalbahn. V roce 2011 byla trať prodloužena zhruba o 10 km až do obce Großpetersdorf a je využívána převážně jen pro osobní dopravu. Od roku 2005 jezdí v úseku Oberwart–Oberschützen nostalgické vlaky. Původně tato trať vedla až do města Szombathely v Maďarsku.